# اینتراستیت ایرکرفت
شرکت هواپیماسازی و مهندسی اینتراستیت(به انگلیسی: Interstate Aircraft and Engineering Corporation) یک شرکت هواپیماسازی کوچک آمریکایی مستقر در ال سگوندو، کالیفرنیا بود که از آوریل ۱۹۳۷ تا ۱۹۴۵ فعالیت می کرد.

## هواپیماها
| نام مدل           | اولین پرواز | تعداد تولید شده | نوع               |
| ----------------- | ----------- | --------------- | ----------------- |
| اینتراستیت کدت    | ۱۹۴۰        | ۵۷۴             | Utility monoplane |
| اینتراستیت تی‌دی‌آر | ۱۹۴۲        | ۱۹۵             | بمب پرنده         |
| XBDR اینتراستیت   | N/A         | ۰               | بمب پرنده         |

### کتابشناسی - فهرست کتب
- Andrade, John. US Military Aircraft Designations and Serials Since 1909. Midland Counties Publications, 1979. شابک ‎۰-۹۰۴۵۹۷-۲۲-۹.
- Jane's All the World's Aircraft 1946-47.
- Parker, Dana T. Building Victory: Aircraft Manufacturing in the Los Angeles Area in World War II. Cypress, California: Dana T. Parker Books, 2013. شابک ‎۹۷۸-۰-۹۸۹۷۹۰۶-۰-۴.